# Třída Maestrale (1934)
Třída Maestrale byla třída meziválečných torpédoborců italského královského námořnictva. Celkem byly postaveny čtyři jednotky této třídy. Účastnily se druhé světové války. Tři z nich byly ve válce potopeny a zbývající Grecale po válce sloužil v námořnictvu italské republiky, přičemž byl přestavěn na protiponorkové plavidlo. Vyřazen byl v roce 1964.

## Stavba
Torpédoborce byly další evolucí předcházející třídy Folgore. Celkem byly postaveny čtyři jednotky této třídy, zařazené do služby roku 1934.
Jednotky třídy Maestrale:
| Jméno     | Založení kýlu | Spuštěna | Vstup do služby | Osud |
| --------- | ------------- | -------- | --------------- | --- |
| Maestrale | 1931          | 1934     | září 1934       | Po italské kapitulaci 9. září 1943 byl záměrně potopen v Janově, Němci jej vyzvedli, ale neopravily. V dubnu 1945 byl potopen podruhé. Přestavěn na protiponorkovou fregatu, vyřazen 1964. |
| Grecale   | 1931          | 1934     | listopad 1934   | Od roku 1957 fregata, vyřazen 1964. |
| Libeccio  | 1931          | 1934     | listopad 1934   | Dne 9. listopadu 1941 byl v Jónském moři ponoren britskou ponorkou HMS Upholder. |
| Scirocco  | 1931          | 1934     | říjen 1934      | Bezprostředně po své účasti v Druhé bitvě u Syrty se 23. března 1942 potopil v Jónském moři v bouři.                                                                                       |

## Konstrukce

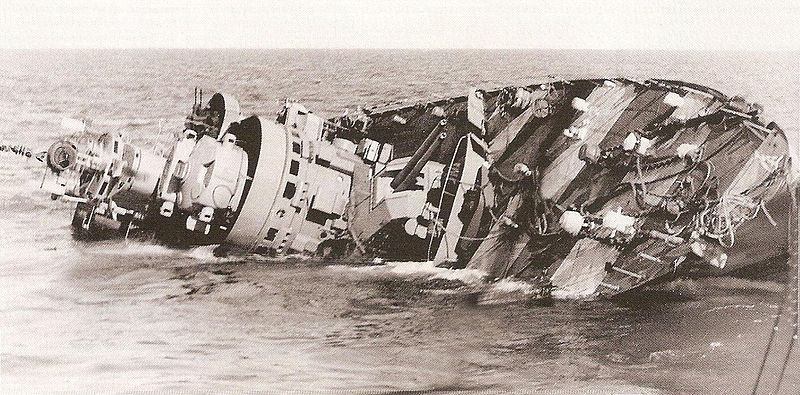
Libeccio

Jednalo se o modifikaci třídy Folgore s delším a širším trupem, zlepšujícím nautické vlastnosti plavidla. Výzbroj tvořily čtyři 120mm kanóny ve dvoudělových věžích, dva 40mm protiletadlové kanóny, čtyři 13,2mm kulomety, dva trojhlavňové 533mm torpédomety a dva vrhače hlubinných pum. Plavidla rovněž mohla naložit až 54 min. Pohonný systém tvořily tři kotle a dvě sady turbín o výkonu 44 000 hp, pohánějící dva lodní šrouby. Nejvyšší rychlost dosahovala 38 uzlů. Dosah byl 4000 námořních mil při rychlosti 12 uzlů.

### Modernizace

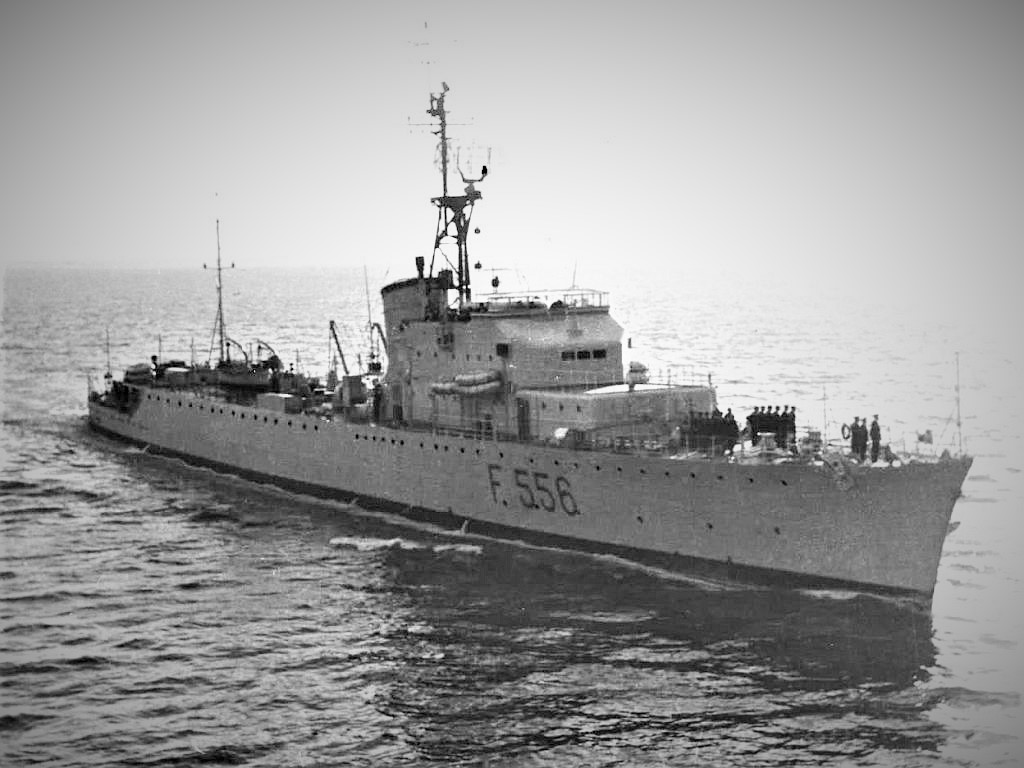
Grecale po přestavbě na velitelskou loď

Na začátku války byly 40mm kanóny a kulomety nahrazeny šesti 20mm kanóny.
Nejvíce úprav podstoupil torpédoborec Grecale, který čekala ještě poválečná služba. V letech 1952–1953 byl přestavěn na protiponorkové plavidlo (jako fregata byl klasifikován od roku 1957) mimo jiné vyzbrojené salvovým vrhačem hlubinných pum Hedgehog. V letech 1959–1960 byl přestavěn na velitelskou loď. Na palubě vzniklo velitelské centrum, zvětšeny byly kajuty a vylepšeno komunikační vybavení, přičemž výzbroj se omezila na dva 40mm kanóny. Následně byl vlajkovou lodí do dokončení přestavby křižníku Giuseppe Garibaldi.